# Élections législatives de 1958 dans le Morbihan
Les élections législatives françaises de 1958 se déroulent les 23 et 30 novembre 1958. Dans le département du Morbihan, six députés sont à élire dans le cadre de six circonscriptions.

## Élus
| Circonscription | Député élu         | Parti | Parti |
| --------------- | ------------------ | ----- | ----- |
| 1re             | Raymond Marcellin  |       | CNIP  |
| 2e              | Christian Bonnet   |       | MRP   |
| 3e              | Hervé Laudrin      |       | MRP   |
| 4e              | Yves du Halgouët   |       | CNIP  |
| 5e              | Louis Le Montagner |       | CNIP  |
| 6e              | Paul Ihuel         |       | MRP   |

## Système électoral
Pour la première fois depuis 1936, les élections législatives ont lieu au scrutin uninominal majoritaire à deux tours dans des circonscriptions uninominales.
Est élu au premier tour le candidat qui réunit la majorité absolue des suffrages exprimés et un nombre de voix au moins égal au quart (25 %) des électeurs inscrits dans la circonscription. Si aucun des candidats ne satisfait ces conditions, un second tour est organisé entre les candidats ayant réuni un nombre de voix au moins égal à 5 % des suffrages exprimés. Au second tour, le candidat arrivé en tête est déclaré élu.
Le seuil de qualification, basé sur un pourcentage relativement faible des suffrages exprimés, tend à faciliter l'accès au second tour de plus de deux candidats. Les candidats en lice au second tour peuvent ainsi fréquemment être trois, un cas de figure appelé « triangulaire ». Lorsque quatre candidats s'affrontent au second tour, on parle de « quadrangulaire ».

## Résultats

### Résultats à l'échelle du département
| Parti          | Parti                                            | Premier tour | Premier tour | Second tour | Second tour | Sièges |
| Parti          | Parti                                            | Voix         | %            | Voix        | %           | Sièges |
| -------------- | ------------------------------------------------ | ------------ | ------------ | ----------- | ----------- | ------ |
|                | Centre national des indépendants et paysans      | 61 592       | 23,27        | 45 498      | 35,07       | 3      |
|                | Modérés                                          | 29 672       | 11,21        | 8 492       | 6,55        | 0      |
|                | Union pour la nouvelle République                | 19 806       | 7,48         | 13 512      | 10,41       | 0      |
|                | Droite parlementaire                             | 111 070      | 41,97        | 67 502      | 52,03       | 3      |
|                |                                                  |              |              |             |             |        |
|                | Mouvement républicain populaire                  | 75 534       | 28,54        | 31 260      | 24,09       | 3      |
|                | Section française de l'Internationale ouvrière   | 33 534       | 12,67        | 16 287      | 12,55       | 0      |
|                | Parti communiste français                        | 29 192       | 11,03        | 14 695      | 11,33       | 0      |
|                | Centre réformateur républicain                   | 7 268        | 2,75         | Retrait     | Retrait     | 0      |
|                | Extrême droite                                   | 5 240        | 1,98         | Retrait     | Retrait     | 0      |
|                | Parti républicain, radical et radical-socialiste | 2 801        | 1,06         |             |             | 0      |
|                |                                                  |              |              |             |             |        |
| Inscrits       | Inscrits                                         | 342 242      | 100,00       | 180 843     | 100,00      | 6      |
| Abstentions    | Abstentions                                      | 73 564       | 21,49        | 46 084      | 25,48       |        |
| Votants        | Votants                                          | 268 678      | 78,51        | 134 759     | 74,52       |        |
| Blancs et nuls | Blancs et nuls                                   | 4 039        | 1,5          | 5 015       | 3,72        |        |
| Exprimés       | Exprimés                                         | 264 639      | 98,5         | 129 744     | 96,28       |        |

### Résultats  par circonscription

#### Première circonscription (Vannes)
| Candidat           | Candidat              | Parti          | Premier tour | Premier tour | Second tour | Second tour |  |
| Candidat           | Candidat              | Parti          | Voix         | %            | Voix        | %           |  |
| ------------------ | --------------------- | -------------- | ------------ | ------------ | ----------- | ----------- |  |
|                    | Raymond Marcellin élu | CNIP           | 19 668       | 37,71        | 23 857      | 52,02       |  |
|                    | Raymond Le Duigou     | Modérés        | 12 051       | 23,11        | Retrait     | Retrait     |  |
|                    | Gilles Mabin          | UNR            | 5 874        | 11,26        | 13 512      | 29,46       |  |
|                    | Armand Le Courtois    | Modérés        | 3 704        | 7,1          | Retrait     | Retrait     |  |
|                    | Guy de Lyrot          | Modérés        | 3 398        | 6,52         | 8 492       | 18,52       |  |
|                    | Yves Vaqué            | SFIO           | 3 029        | 5,81         | Retrait     | Retrait     |  |
|                    | Jean Tanguy           | PCF            | 2 257        | 4,33         |             |             |  |
|                    | Jean Le Mouroux       | Radsoc         | 1 616        | 3,1          |             |             |  |
|                    | Maurice Le Hyaric     | Modérés        | 560          | 1,07         |             |             |  |
|                    |                       |                |              |              |             |             |  |
| Inscrits           | Inscrits              | Inscrits       | 64 148       | 100,00       | 63 998      | 100,00      |  |
| Abstentions        | Abstentions           | Abstentions    | 11 415       | 17,79        | 15 977      | 24,96       |  |
| Votants            | Votants               | Votants        | 52 733       | 82,21        | 48 021      | 75,04       |  |
| Blancs et nuls     | Blancs et nuls        | Blancs et nuls | 577          | 1,09         | 2 160       | 4,5         |  |
| Exprimés           | Exprimés              | Exprimés       | 52 156       | 98,91        | 45 861      | 95,5        |  |
| Source : Data.gouv |                       |                |              |              |             |             |  |

#### Deuxième circonscription (Auray)
|                    | Christian Bonnet élu | MRP            | 22 049 | 53,57  |  |  |  |
|                    | Emmanuel Le Visage   | SFIO           | 5 070  | 12,32  |  |  |  |
|                    | Georges Le Meur      | CRR            | 4 398  | 10,68  |  |  |  |
|                    | Ferdinand Thomas     | CNIP           | 4 044  | 9,82   |  |  |  |
|                    | Lucien Le Boulch     | PCF            | 3 418  | 8,3    |  |  |  |
|                    | Ernest-Michel Roose  | Radsoc         | 1 185  | 2,88   |  |  |  |
|                    | Jean Le Formal       | UFF            | 998    | 2,42   |  |  |  |
|                    |                      |                |        |        |  |  |  |
| Inscrits           | Inscrits             | Inscrits       | 55 392 | 100,00 |  |  |  |
| Abstentions        | Abstentions          | Abstentions    | 13 823 | 24,95  |  |  |  |
| Votants            | Votants              | Votants        | 41 569 | 75,05  |  |  |  |
| Blancs et nuls     | Blancs et nuls       | Blancs et nuls | 407    | 0,98   |  |  |  |
| Exprimés           | Exprimés             | Exprimés       | 41 162 | 99,02  |  |  |  |
| Source : Data.gouv |                      |                |        |        |  |  |  |

#### Troisième circonscription (Pontivy)
| Candidat           | Candidat              | Parti          | Premier tour | Premier tour | Second tour | Second tour |  |
| Candidat           | Candidat              | Parti          | Voix         | %            | Voix        | %           |  |
| ------------------ | --------------------- | -------------- | ------------ | ------------ | ----------- | ----------- |  |
|                    | Hervé Laudrin élu     | MRP            | 20 060       | 43,82        | 31 260      | 79,82       |  |
|                    | Roger Bellec          | Modérés        | 9 959        | 21,75        | Retrait     | Retrait     |  |
|                    | Jean-Baptiste Thébaud | UNR            | 6 691        | 14,62        | Retrait     | Retrait     |  |
|                    | Pierre Herviou        | PCF            | 4 706        | 10,28        | 7 904       | 20,18       |  |
|                    | François Robic        | SFIO           | 3 607        | 7,88         | Retrait     | Retrait     |  |
|                    | Robert Élion          | UFF            | 755          | 1,65         |             |             |  |
|                    |                       |                |              |              |             |             |  |
| Inscrits           | Inscrits              | Inscrits       | 57 089       | 100,00       | 57 078      | 100,00      |  |
| Abstentions        | Abstentions           | Abstentions    | 10 733       | 18,8         | 15 577      | 27,29       |  |
| Votants            | Votants               | Votants        | 46 356       | 81,2         | 41 501      | 72,71       |  |
| Blancs et nuls     | Blancs et nuls        | Blancs et nuls | 578          | 1,25         | 2 337       | 5,63        |  |
| Exprimés           | Exprimés              | Exprimés       | 45 778       | 98,75        | 39 164      | 94,37       |  |
| Source : Data.gouv |                       |                |              |              |             |             |  |

#### Quatrième circonscription (Ploërmel)
|                | Yves du Halgouët élu | CNIP           | 27 676 | 81,21  |  |  |  |
|                | Yves Marbeuf         | UNR            | 3 294  | 9,67   |  |  |  |
|                | Louis Noguès         | PCF            | 3 108  | 9,12   |  |  |  |
|                |                      |                |        |        |  |  |  |
| Inscrits       | Inscrits             | Inscrits       | 46 339 | 100,00 |  |  |  |
| Abstentions    | Abstentions          | Abstentions    | 10 791 | 23,29  |  |  |  |
| Votants        | Votants              | Votants        | 35 548 | 76,71  |  |  |  |
| Blancs et nuls | Blancs et nuls       | Blancs et nuls | 1 470  | 4,14   |  |  |  |
| Exprimés       | Exprimés             | Exprimés       | 34 078 | 95,86  |  |  |  |

#### Cinquième circonscription (Lorient)
| Candidat           | Candidat               | Parti          | Premier tour | Premier tour | Second tour | Second tour |  |
| Candidat           | Candidat               | Parti          | Voix         | %            | Voix        | %           |  |
| ------------------ | ---------------------- | -------------- | ------------ | ------------ | ----------- | ----------- |  |
|                    | Jean Le Coutaller      | SFIO           | 12 037       | 26,44        | 16 287      | 36,42       |  |
|                    | Louis Le Montagner élu | CNIP           | 10 204       | 22,41        | 21 641      | 48,39       |  |
|                    | Roger Le Hyaric        | PCF            | 7 950        | 17,46        | 6 791       | 15,19       |  |
|                    | Paul Bollet            | MRP            | 6 225        | 13,67        | Retrait     | Retrait     |  |
|                    | Maurice Bardet         | UNR            | 3 947        | 8,67         | Retrait     | Retrait     |  |
|                    | Jean Brient            | CRR            | 2 355        | 5,17         | Retrait     | Retrait     |  |
|                    | Jules Laurent          | Extrême droite | 2 296        | 5,04         | Retrait     | Retrait     |  |
|                    | Jean-Maurice Vinet     | CRR            | 515          | 1,13         |             |             |  |
|                    |                        |                |              |              |             |             |  |
| Inscrits           | Inscrits               | Inscrits       | 59 846       | 100,00       | 59 767      | 100,00      |  |
| Abstentions        | Abstentions            | Abstentions    | 13 796       | 23,05        | 14 530      | 24,31       |  |
| Votants            | Votants                | Votants        | 46 050       | 76,95        | 45 237      | 75,69       |  |
| Blancs et nuls     | Blancs et nuls         | Blancs et nuls | 521          | 1,13         | 518         | 1,15        |  |
| Exprimés           | Exprimés               | Exprimés       | 45 529       | 98,87        | 44 719      | 98,85       |  |
| Source : Data.gouv |                        |                |              |              |             |             |  |

#### Sixième circonscription (Hennebont)
|                    | Paul Ihuel élu  | MRP            | 27 200 | 59,21  |  |  |  |
|                    | Louis Le Moënic | SFIO           | 9 791  | 21,31  |  |  |  |
|                    | Louis Guiguen   | PCF            | 7 753  | 16,88  |  |  |  |
|                    | Roland Delaby   | UFF            | 1 191  | 2,59   |  |  |  |
|                    |                 |                |        |        |  |  |  |
| Inscrits           | Inscrits        | Inscrits       | 59 428 | 100,00 |  |  |  |
| Abstentions        | Abstentions     | Abstentions    | 13 006 | 21,89  |  |  |  |
| Votants            | Votants         | Votants        | 46 422 | 78,11  |  |  |  |
| Blancs et nuls     | Blancs et nuls  | Blancs et nuls | 487    | 1,05   |  |  |  |
| Exprimés           | Exprimés        | Exprimés       | 45 935 | 98,95  |  |  |  |
| Source : Data.gouv |                 |                |        |        |  |  |  |